# Fina Basser
 Fina Basser  (Argentina, ? - Ciudad de México, México 28 de junio de 2006) fue una actriz de cine, teatro y televisión.

## Carrera artística
Estudió actuación con Antonio Cunill Cabanellas, de quien llegó a ser una de sus alumnas dilectas, que la dirigió en su debut profesional en el Teatro Odeón en 1950, en la obra La isla de la gente hermosa, de Román Gómez Masía, junto a Alfredo Alcón. Algunos de sus trabajos que se recuerdan fueron sus papeles cumplidos en Ha llegado un inspector, de J. B. Priestley.  en Historia de una escalera, en 1951 con la compañía encabezada por Juan Carlos Thorry; en 1952 en Sueño de una noche de verano; en 1953 en el Teatro General San Martín, en Bajo la garra y La comedia de hoy; en 1960 en Las muchachas quemadas verdes; en 1962 con la compañía de Niní Marshall en Cosas de papá y mamá y en 1970 en Juego de masacre.
Debutó en cine en Cosas de mujer (1951) dirigida por Carlos Schlieper y, más adelante, trabajó entre otros filmes en El dinero de Dios (1959), un interesante policial protagonizado por Francisco Petrone, El reñidero (1965), donde cumplió su actuación más destacada, y El conde de Montecristo (1953). La última película en que se la vio fue Hotel alojamiento (1966), donde lucía deslumbrante.
En 1953 viajó a París para estudiar con Jean Louis Barrault y luego a Italia para hacerlo en la Academia de Arte Dramático. A fines de 1956 viajó a México y trabajó allí en obras teatrales del repertorio universal y en comedias televisivas.
Retornó transitoriamente a su país en noviembre de 1958 pero en 1967 volvió en forma definitiva a México para actuar en una telenovela y, en los últimos años se dedicó a la enseñanza escénica. Fue la primera esposa del productor y guionista Martín Rodríguez Mentasti.

## Filmografía
Actriz
- Hotel alojamiento  (1966)
- El reñidero  (1965) …Elena Morales
- Canuto Cañete y los 40 ladrones  (1964) …Loca 1
- El bote, el río y la gente  (1960)
- El dinero de Dios  (1959) …María de Lourdes
- La venenosa  (1958)
- Los hermanos corsos  (1955)
- Vida nocturna  (1955) …Nora / Lucy
- El conde de Montecristo (1953)
- Paraíso robado (1951)
- Cosas de mujer (1951)

## Televisión
- Tú eres mi destino (serie) (1969)
- Ellas (serie) (1967)
- Un grito en la obscuridad (serie) (1965)